# Menendezia
Menendezia es un género  de plantas fanerógamas que pertenecen a la familia Melastomataceae. Comprende 2 especies descritas.

## Taxonomía
El género fue descrito por Nathaniel Lord Britton y publicado en Scientific Survey of Porto Rico and the Virgin Islands 6: 3. 1925.

## Especies aceptadas
A continuación se brinda un listado de las especies del género Menendezia  aceptadas hasta mayo de 2014, ordenadas alfabéticamente. Para cada una se indica el nombre binomial seguido del autor, abreviado según las convenciones y usos:
- Menendezia biflora	Britton
- Menendezia stahlii